# Elecciones municipales de Guayaquil de 1957
Las Elecciones municipales de Guayaquil de 1957, resultaron en la elección de Luis Robles Plaza, independiente y hombre de confianza del exalcalde Guevara Moreno, candidateado por el CFP. Obtuvo el mayor triunfo electoral en la historia de la ciudad, sin necesidad de manejar una campaña personalmente, la cual fue dirigida por Carlos Guevara Moreno, venciendo ampliamente al expresidente de la cámara de diputados y expresidente del concejo cantonal, Augusto Alvarado Olea por el Partido Liberal Radical Ecuatoriano. 
Fuentes: